# Ranunculus chinensis
Ranunculus chinensis är en ranunkelväxtart som beskrevs av Aleksandr Andrejevitj Bunge. Ranunculus chinensis ingår i släktet ranunkler, och familjen ranunkelväxter. Inga underarter finns listade i Catalogue of Life.